# Premier Inn
Premier Inn är en hotellkedja i Storbritannien som ägs av Whitbread. Kedjan är Storbritanniens största hotellkedja med över 590 hotell.